# Parròquia de Manchester
La Parròquia de Manchester és una de les catorze parròquies que formen l'organització territorial de Jamaica i es troba dins del comtat de Surrey.
La superfície d'aquesta divisió administrativa abasta una extensió de territori d'uns vuit-cents trenta quilòmetres quadrats. La població d'aquesta parròquia es troba composta per un total de 189,797 persones (segons les xifres del cens dut a terme l'any 2011). Mentre que la seva densitat poblacional és d'uns 229 habitants/km² aproximadament.